# A New Day Yesterday
A New Day Yesterday é o álbum de estréia do guitarrista de blues estadunidense Joe Bonamassa.
O álbum foi lançado em 2000, sob o selo Premier Artists
| Críticas profissionais                                                      | Críticas profissionais |
| Avaliações da crítica                                                       | Avaliações da crítica  |
| Fonte                                                                       | Avaliação              |
| --------------------------------------------------------------------------- | ---------------------- |
| Allmusic                                                                    | [ 1 ] [ 2 ]            |
| Esta tabela precisa de ser acompanhada por texto em prosa. Consulte o guia. |                        |

## Faixas
1. Cradle Rock (Rory Gallagher) - 3'50
2. Walk in my Shadows - 3'27
3. A New Day Yesterday - 4'45
4. I Know Where I Belong - 5'38
5. Miss You, Hate You (Rock Radio Remix) - 3'39
6. Nuthin' I Wouldn't Do (for a Woman Like You) - 5'10
7. Colour and Shape - 5'03
8. Headaches to Heartbreaks - 4'56
9. Trouble Waiting - 3'25
10. If Heartaches Were Nickels - 7'51
11. Current Situation - 3'35
12. Don't Burn Down That Bridge - 4'21
13. Miss You, Hate You (Original Full Length Version) - 6'04

## Paradas Musicais
| Parada Musical (2000)         | Posição | Ref.  |
| ----------------------------- | ------- | ----- |
| US Billboard Top Blues Albums | # 9     | [ 3 ] |